# Emilio Durán Corsanego
Emilio Durán Corsanego (ur. 14 lutego 1923 w A Coruña, zm. 28 maja 2023) – hiszpański polityk, prawnik i nauczyciel, poseł do Kongresu Deputowanych, od 1986 do 1987 poseł do Parlamentu Europejskiego II kadencji.

## Życiorys
Początkowo pracował jako nauczyciel w szkole podstawowej w A Coruña, a także w szkole biznesowej w tym mieście. W 1946 ukończył studia prawnicze na Universidad de Santiago de Compostela. Od 1948 pracował w kancelarii notarialnej, następnie od 1949 zajmował się rejestrem nieruchomości (pracował m.in. w Pontes de García Rodríguez, Kartagenie, Vigo, Bilbao Ponte Caldelas, A Coruña, Palmie i Madrycie). W 2003 obronił doktorat z prawa cum laude. Publikował artykuły i książki naukowe, a także noty biograficzne i prasowe.
Zaangażował się w działalność polityczną w ramach Alianza Popular i Partii Ludowej. W latach 1982–1986 należał do Kongresu Deputowanych z okręgu La Coruña. Od 1 stycznia 1986 do 5 lipca 1987 wykonywał mandat posła do Parlamentu Europejskiego w ramach delegacji krajowej. Przystąpił do Grupy Europejskich Demokratów, od 1986 do 1987 należąc do jej prezydium. Został członkiem Komisji ds. Rozwoju i Współpracy.
Żonaty z Lucíą de la Colina Unda, doczekał się pięciorga dzieci.